# Bobocii isteți

Logo-ul serialului în română

Bobocii isteți (engleză A.N.T. Farm) este un serial Disney Channel care a avut premiera în Statele Unite ale Americii pe data de 6 mai 2011. Seria a fost creată de Dan Semnatar, un fost-scriitor și co-producătorul executiv al serialului "O viață minunată pe punte". La începutul anului 2011, promo-ul serialului a fost lansat în timpul premierei filmului Lemonade Mouth.

## Personaje
Stelele seriei sunt China Anne McClain , Sierra McCormick, Jake Short, Stefanie Scott și  Carlon Jeffery. Aceștia joacă în serial ca niște boboci într-un program de talente numit Advanced Natural Talents, prescurtat ANT.
Pe 30 noiembrie 2011, în S.U.A, serialul a fost ales oficial pentru un al doilea sezon. 

## Informații
Formatul serialului este în Sitcom.
Tema muzică: Toby Gad , Lindy Robbins
Compozitori: China Anne McClain, Lauryn McClain & Sierra McClain
Intro-ul serialului este muzica "Exceptional", compus de China Anne McClain, iar țara de origine a serialului este Statele Unite ale Americii; de aceea, limba originală a serialului este engleza. 
Nr de sezoane până în prezent: 1 sezon
Nr de episoade în total până în prezent: 19 episoade

## Personaje

### Personaje principale
- Chyna Parks - China Anne McClain
- Olive Doyle - Sierra McCormick
- Fletcher Quimby - Jake Short
- Lexi Reed - Stephanie Scott
- Cameron Parks -Carlon Jeffrey (sezoanele 1-2; sezonul 3: invitat special)
- Angus Chestnut - Aaedin Mincks (sezoanele 1-2, secundar; sezonul 3, principal)

### Personaje secundare
- Paisley Houndstooth - Allie DeBerry
- Susan Skidmore - Mindy Sterling
- Darryl Parks - Finesse Mitchel
- Gibson - Zach Steel
- Wacky Lupul - Christian Campos
- Violet - Claire Engler
- Hippo - Matt Lowe
- Zoltan Grundy - Dominic Burgess
- Vanessa (cunoscută ca și Jeane) - Vanessa Morgan
- Seqouia Jones - Zendaya Coleman